# Río Bridge
 El río Bridge es un río de aproximadamente 120 kilómetros de largo en el sur de la Columbia Británica. Fluye hacia el sudeste desde las Montañas Costeras.  Hasta 1961 fue un importante afluente del río Fraser, desembocando en ese río a unas seis millas río arriba de la ciudad de Lillooet; sin embargo, su caudal fue desviado casi por completo al lago Seton con la finalización del proyecto de energía del río Bridge, por lo que el agua entra ahora en el Fraser justo al sur de Lillooet. 
El complejo hidroeléctrico del río Bridge, operado por BC Hydro, consiste en tres presas sucesivas, que proporcionan agua para cuatro centrales hidroeléctricas con una potencia nominal total de 492 megavatios

## Nombre
Su nombre en la lengua lillooet es Xwisten (se pronuncia Hwist'n), a veces se escribe Nxwisten o Nxo-isten). Apodado Riviere du Font por el grupo de exploradores de Simon Fraser en 1808, fue durante un tiempo conocido por la versión inglesa de ese nombre, Fountain River, y algunos mapas antiguos lo muestran como Shaw's River, por el nombre de uno de los hombres de Fraser. 
El Bridge River Ocean, un antiguo océano toma su nombre del río Bridge. 

## Curso

### El gran cañón
Aguas arriba de Moha el lecho del río, actualmente seco, atraviesa el inmenso desfiladero del Cañón del Río Bridge, que se encuentra inmediatamente aguas abajo de la Presa de Terzaghi, la principal presa del Proyecto de Energía del Río Bridge. La presa de Terzaghi forma el lago Carpenter, el más largo y grande de los embalses del proyecto de energía, con unos 40 kilómetros. Justo aguas arriba del Puente de Oro, que está en el extremo superior del Lago Carpenter, está la presa de Lajoie, que forma el Lago Downton. 
Su confluencia con el Fraser se produce en un doble desfiladero formado por los dos ríos, que se ven obligados a pasar por estrechos bancos en este punto y que recuerdan a una fuente (en otra versión del nombre, el apellido de uno de los hombres de Fraser era supuestamente du Font, dando al lugar el nombre de las Fuentes Inferiores (las Fuentes Superiores están a unas millas más arriba del Fraser, La actual comunidad de Fountain). El río pasó a llamarse el Río Bridge debido a la ubicación de un puente sobre el Fraser en este punto, originalmente una estructura de postes construida por el pueblo nativo de St'at'imc pero reemplazada en la época de la fiebre del oro del Cañón Fraser en 1858 por un puente de peaje. 

### Tributarios
Debido al desvío del río al Lago Seton por la presa Terzaghi y los túneles a través de la Montaña de la Misión, que es en esa zona la orilla sur del Bridge, el agua del río Bridge que entra en el Fraser actualmente es en gran parte el flujo de uno de los afluentes del Bridge, el río Yalakom. El Yalakom se conocía antiguamente como la Bifurcación Norte del Bridge. La Bifurcación Sur del río Bridge se encuentra muchos kilómetros río arriba, en la comunidad de Gold Bridge, y hoy se conoce como el río Hurley (originalmente el río Hamilton). Varios otros grandes arroyos de alimentación contribuyen al desvío del flujo del Bridge, entre ellos el Arroyo Gun, el Arroyo Tyaughton, el Arroyo Marshall y el Arroyo Cadwallader; este último es un afluente del Hurley, a unos 15 kilómetros aguas arriba de su confluencia con el Bridge. 

## Economía

### Hidroelectricidad
El Proyecto de Energía del Río Bridge aprovecha la energía del río Bridge, desviándola a través de una ladera de la montaña a la cuenca de drenaje separada del lago Seton, utilizando un sistema de tres presas, cuatro centrales eléctricas y un canal. Las centrales eléctricas tienen una capacidad máxima de generación de 480 MW y una producción anual media de 2.670 GWh. El desarrollo del sistema comenzó en 1927 y se completó en 1960. Las aguas pasan inicialmente por la presa y la central eléctrica de Lajoie y luego se desvían a través de túneles y compuertas desde el embalse de Carpenter hasta las dos centrales eléctricas del embalse del lago Seton.

### Pesquería
Debido a la fuerza de los ríos en la confluencia original del Puente en el Fraser, el área ha sido durante milenios el sitio más importante de pesca de salmón en el interior del Fraser. Sin embargo, el caudal del río Bridge se desvió casi por completo hacia el lago Seton con la finalización del proyecto de energía del río Bridge en 1961, por lo que el agua ahora entra en el río Fraser justo al sur de Lillooet. La pesquería de salmón del río Bridge fue casi totalmente destruida por esta desviación. 

### Minería de oro
Las principales minas de los campos de oro del río Bridge se encuentran en Bralorne y la mina Pioneer a lo largo del arroyo Cadwallader. Otros pueblos y campamentos mineros construidos alrededor de las minas de los yacimientos de oro del río Bridge fueron Minto City, Wayside, Congress, Lajoie, Haylmore y Brexton (alias Fish Lake). Alrededor de Bralorne otras localidades como Ogden crecieron debido a los derechos de paso de las carreteras. Otras huellas de las actividades de la minería del oro se encuentran en toda la cuenca del río. Durante el siglo XIX, grandes construcciones de minería hidráulica bordearon las orillas del río durante los treinta kilómetros que separan la comunidad de Moha, en la confluencia del Yalakom y el Bridge. 

## Medioambiente

### Área protegida del lago Spruce
El Arroyo Gun y el Arroyo Tyaughton drenan conjuntamente el flanco sur de la zona silvestre protegida conocida como Área Protegida del Lago Spruce, conocida popularmente como el Chilcotin Sur, aunque la zona no se encuentra en realidad en el Chilcotin, que se encuentra al norte del mismo, sino en la Cordillera Chilcotin. La designación oficial de la zona ha cambiado desde que se propuso por primera vez para un parque en el decenio de 1930. 
La batalla proteccionista frente a la extracción de recursos en esa zona ha sido constante desde entonces, y los nombres utilizados en los debates sobre la zona han incluido el Charlie Cunningham Wilderness, el Spruce Lake-Eldorado Study Area , la Spruce Lake-Eldorado Management Planning Unit (SLRMP), el Southern Chilcotin Mountains Provincial Park y el South Chilcotin Provincial Park. En 2007 el nombre se cambió nuevamente a Área Protegida del Lago Spruce, lo que refleja la degradación del área por parte del gobierno de parque, que pasó de ser un parque a tener un uso mixto en ciertas áreas..